# رابيج (غافروبارمون)
رابيج (بالفارسية: راپیج) هي قرية تقع في إيران في هرمزغان. يقدر عدد سكانها بـ 106 نسمة بحسب إحصاء 2016.